# وشنام دری
وشنام دری، روستایی در دهستان وشنام دری بخش مرکزی شهرستان چابهار در استان سیستان و بلوچستان ایران است. این روستا، مرکز دهستان وشنام دری است.

## جمعیت
بر پایه سرشماری عمومی نفوس و مسکن در سال ۱۳۹۵، جمعیت این روستا برابر با ۶۶۵ نفر (۱۵۳ خانوار) بوده‌است.